# 王骧
王骧（1887年—1953年8月16日）初字俊才，後改字濬源，号一愚，山西省平定州寿陽县人，中华民国政治人物、商人，后任汪精卫政权山西省省长。

## 生平
王骧是清末秀才。自省立山西大学堂毕业后，他先后在貴州矿业学堂（中校）、山西省的陽興中学任教員。辛亥革命後，他回到家乡，加入中国同盟会。1913年（民国2年），他任山西省立第一中学校長。
1916年（民国5年），他任晋矿務公司总稽核兼营业部部長。1928年（民国17年），他任河北省的井陘县矿務局局長。此外他还曾任陽泉第二矿山矿長。1930年（民国19年）9月，他退職，创设山西省新絳县的雍裕紗廠。1932年（民国21年），他任山西省銀行事務总理。1935年（民国24年）2月，他被任命为山西省政府委員兼建設厅厅長。翌年2月，農村救济局成立，他转任该局局長。
抗日战争爆发后，王驤下野，赴陝西省，后逃往香港。1942年（民国31年），他回到山西省。1943年（民国32年）4月，他被汪精卫政权任命为山西省教育厅厅長。此外，他还任山西省医学专科学校校長。翌年6月，他升任山西省省長兼保安司令。
日本投降後，王驤再度被閻錫山任用，获任命为山西省高級参事。但由于山西省内制裁王驤的舆论高涨，1946年（民国35年）1月他以漢奸罪被逮捕，後被判处無期徒刑。1949年（民国38年）4月，中国人民解放軍占领太原市，中国共産党将王驤再次逮捕。1953年8月，山西省高級人民法院宣布对王驤的死刑判決，同月16日执行死刑。王驤享年67岁。